# 埃爾多拉多鎮區 (內布拉斯加州哈倫縣)
埃爾多拉多鎮區（英語：Eldorado Township）是位於美國內布拉斯加州哈倫縣的一個行政鎮區。

## 地方資料
埃爾多拉多鎮區的面積為93.41平方千米，當中陸地面積為93.39平方千米，而水域面積為0.02平方千米。根據2020年美國人口普查的數據，當地共有人口45人，而人口密度為每平方千米0.48人。